# سارادا اوچیها
سارادا اوچیها (ژاپنی: うちは サラダ هپبورن: Uchiha Sarada) یک شخصیت خیالی در مجموعه مانگا و انیمه ناروتو است که توسط ماساشی کیشیموتو خلق شده‌است. او دختر ساسوکه اوچیها و ساکورا هارونو است. سارادا اولین بار در چپتر ۱ مانگا بوروتو و قسمت ۱ انیمه بوروتو ظاهر شد. سارادا اهل دهکدهٔ پنهان برگ است و در حال حاضر یک چونین است.
سارادا تا ۱۲ سالگی پدر خود را از نزدیک ندیده بود و بعد از دیدار با پدرش شارینگان یک توموئه اش بیدار شد. او عضو تیم هفت جدید به رهبری کونوهامارو ساروتوبی است که اعضایش عبارتند از بوروتو اوزوماکی، میتسوکی، و سارادا اوچیها. سارادا می‌تواند از استایل آتش و صاعقه استفاده کند. سارادا از نظر قدرت فیزیکی به مادرش رفته و قدرت بالایی برخوردار است.